# Stephen King

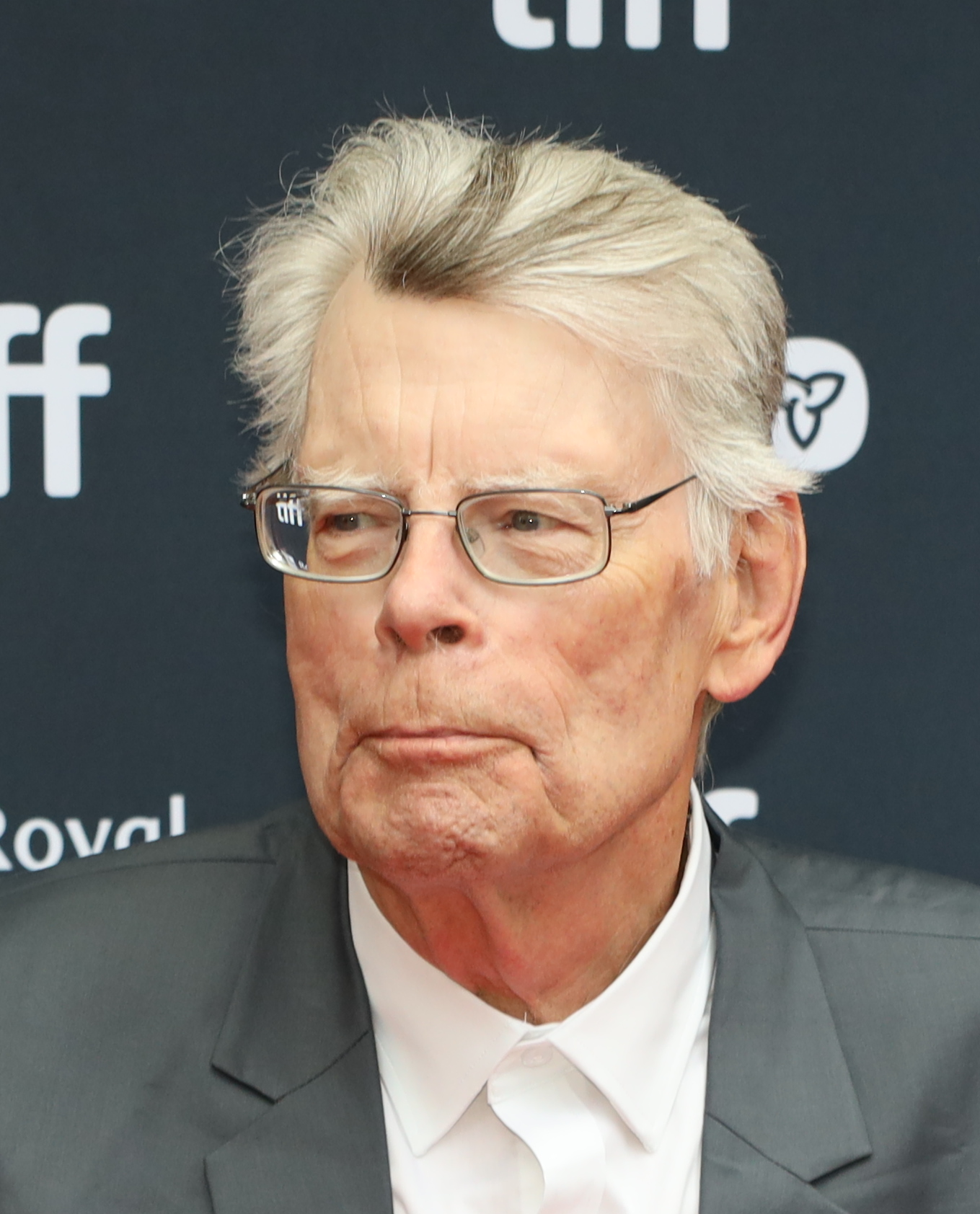
Stephen King (2024)

Stephen Edwin King (* 21. September 1947 in Portland, Maine) ist ein US-amerikanischer Schriftsteller. Er schrieb auch unter Pseudonymen, 1972 als John Swithen und von 1977 bis 1985 als Richard Bachman. Er ist vor allem für seine Horrorromane bekannt, die ihn zu einem der meistgelesenen und kommerziell erfolgreichsten Autoren der Gegenwart machen. Seine Bücher wurden bis 2017 über 400 Millionen Mal verkauft und in über 40 Sprachen übersetzt.

## Biografie

### Kindheit und Jugend
Stephen King wurde 1947 in Portland im US-Bundesstaat Maine als Sohn von Nellie Ruth, geborene Pillsbury, und ihrem Ehemann, dem Soldaten und Matrosen Donald Edwin King, geboren. Seine Eltern hatten 1939 geheiratet, 1945 wurde sein älterer Bruder Dave geboren. Nachdem sein Vater die Familie 1949 verlassen hatte, zog seine Mutter ihn und seinen Bruder allein auf und finanzierte ihre Familie vor allem durch verschiedene Gelegenheitsjobs, wofür sie mehrfach den Wohnsitz wechseln mussten. Als Kind erlebte King den Tod eines engen Freundes, der unter einen Zug geriet und getötet wurde. Durch seine Familie erfuhr er, der selbst keine Erinnerung mehr an dieses Ereignis hatte, dass er „sprachlos“ und „im Schock“ nach Hause gekommen sei. Erst später erfuhr die Familie von dem Tod seines Freundes. Kritiker vermuten, dies habe King zu seinen „dunkleren“ Werken inspiriert, er selbst bezeichnete diese Interpretation allerdings als „vollkommen fadenscheinige Vorstellung – solche aus der Hüfte geschossenen, psychologischen Urteile [seien] wenig mehr als überhebliche Sterndeuterei.“ Ein weiteres mögliches traumatisches Erlebnis war der Tod seiner Großmutter, auf die er hätte aufpassen sollen, während seine Mutter nicht im Haus war. King selbst sah einen wichtigen Auslöser für sein Interesse an Horror- und Fantasygeschichten im Nachlass seines Vaters auf dem Dachboden seines Onkels, in dem er neben einem Film von seinem Vater auch ein „Schatzkästlein“ mit Taschenbüchern aus den 1940er Jahren fand. Darin befand sich neben Büchern von Frank Belknap Long, Zelia Bishop und Abraham Merritt auch eine Ausgabe von H. P. Lovecrafts The Lurking Fear and Other Stories, die ihn inspirierte.
King schrieb bereits im Alter von sieben Jahren seine ersten Geschichten. Im Kino sah er sich bereits als Jugendlicher häufig Science-Fiction- und Fantasy-Filme an, woher auch seine Vorliebe für düstere Fantasy- und Horrorgeschichten stammt. Er las gern die Romane des Autors Richard Matheson, der in seinen übernatürlichen Geschichten vergleichbar mit King den Horror im gewöhnlichen Alltag der Bürger stattfinden lässt. Darüber hinaus sammelte King in einem Sammelalbum zahlreiche Zeitungsberichte über den Serienmörder Charles Starkweather, dessen morbide Persönlichkeit sein Interesse für alles Böse und Unmenschliche weckte. Später benannte er in seinem Roman The Stand eine Figur nach Charles Starkweather. Im Alter von 19 Jahren veröffentlichte er im Magazin Comics Review seine Geschichte I Was a Teenage Grave Robber.

### Vor dem ersten Erfolg

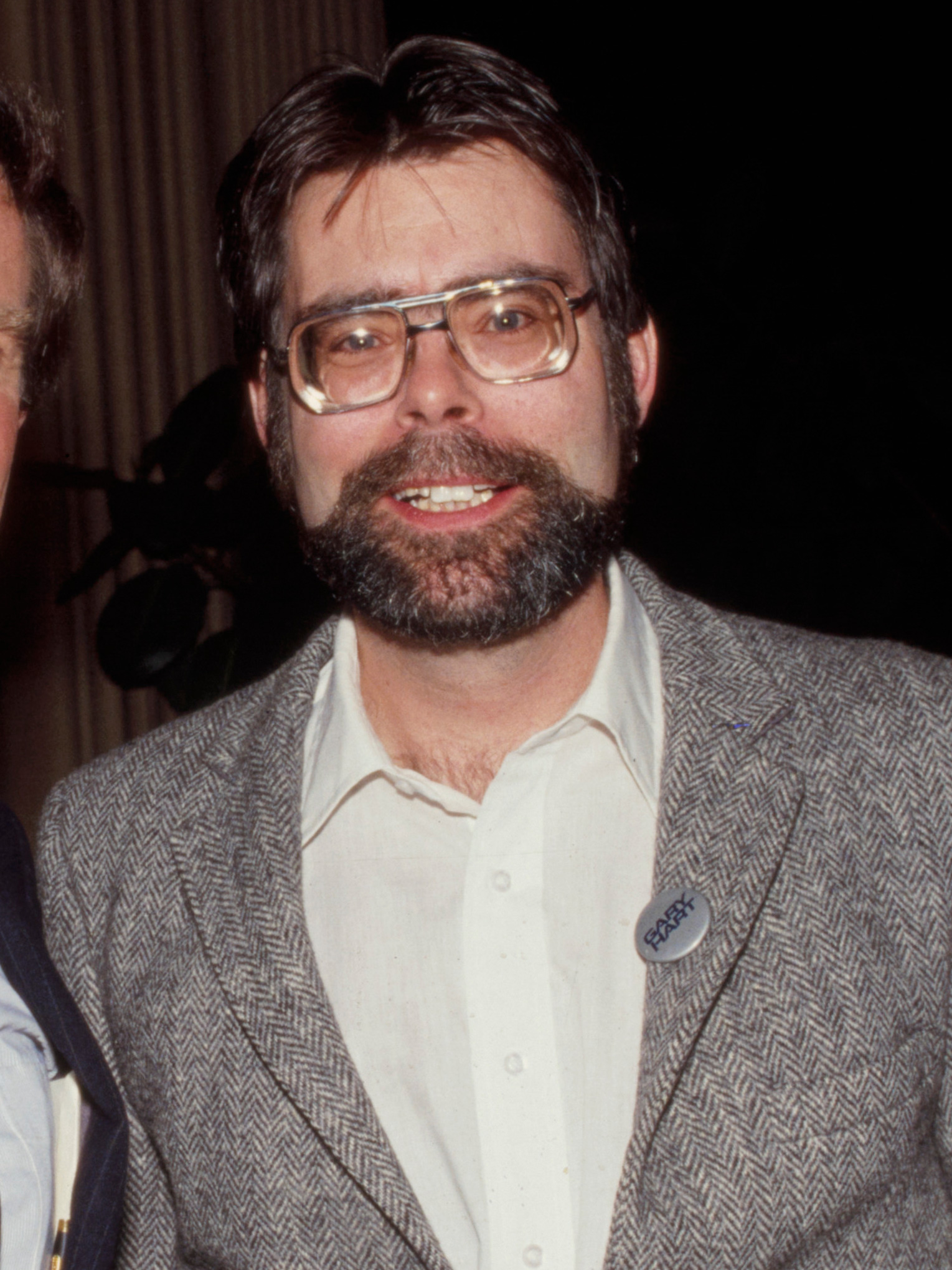
Stephen King, 1984

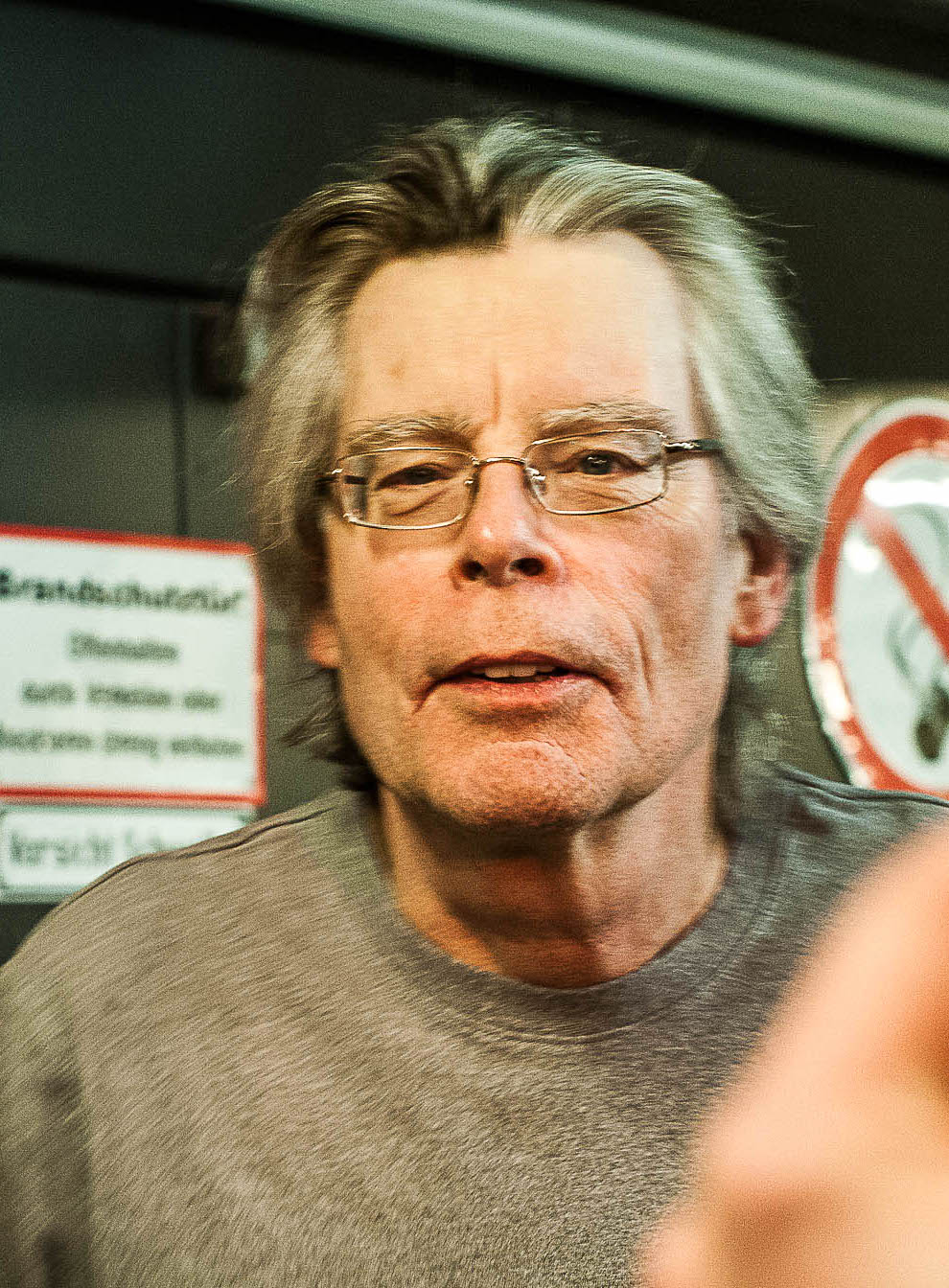
Stephen King in Hamburg, 2013

Von 1966 bis 1970 studierte King Englisch an der Universität von Maine, wo er Tabitha Spruce kennenlernte. Das Paar heiratete am 2. Januar 1971. Nach Abschluss seines Studiums im selben Jahr unterrichtete er in Hampden, Maine, als Englischlehrer. Sein Einkommen reichte jedoch kaum aus, um seine Familie zu ernähren, weswegen er nachts nebenbei als Bügler in einer Wäscherei arbeitete.
So blieb ihm nur wenig Freizeit, die er nutzte, um Kurzgeschichten zu schreiben. Über das Thema Wäscherei verfasste King, inspiriert von seinem ungeliebten Hilfsarbeiterjob, eine Kurzgeschichte mit dem Titel Der Wäschemangler über eine übernatürliche Wäscherei, in der ein böser Dämon sein Unwesen treibt. Diese Kurzgeschichte wurde 1995 unter dem Titel The Mangler verfilmt. Obwohl es ihm hin und wieder gelang, eine Geschichte zu verkaufen, war er noch weit davon entfernt, seinen Lebensunterhalt allein als Schriftsteller bestreiten zu können. Vor seinem ersten Erfolg schrieb King mehrere Romane, die aber von den Verlegern nicht angenommen wurden. Diese Frühwerke überarbeitete er und veröffentlichte sie später unter dem Pseudonym „Richard Bachman“.

### Erste kommerzielle Erfolge

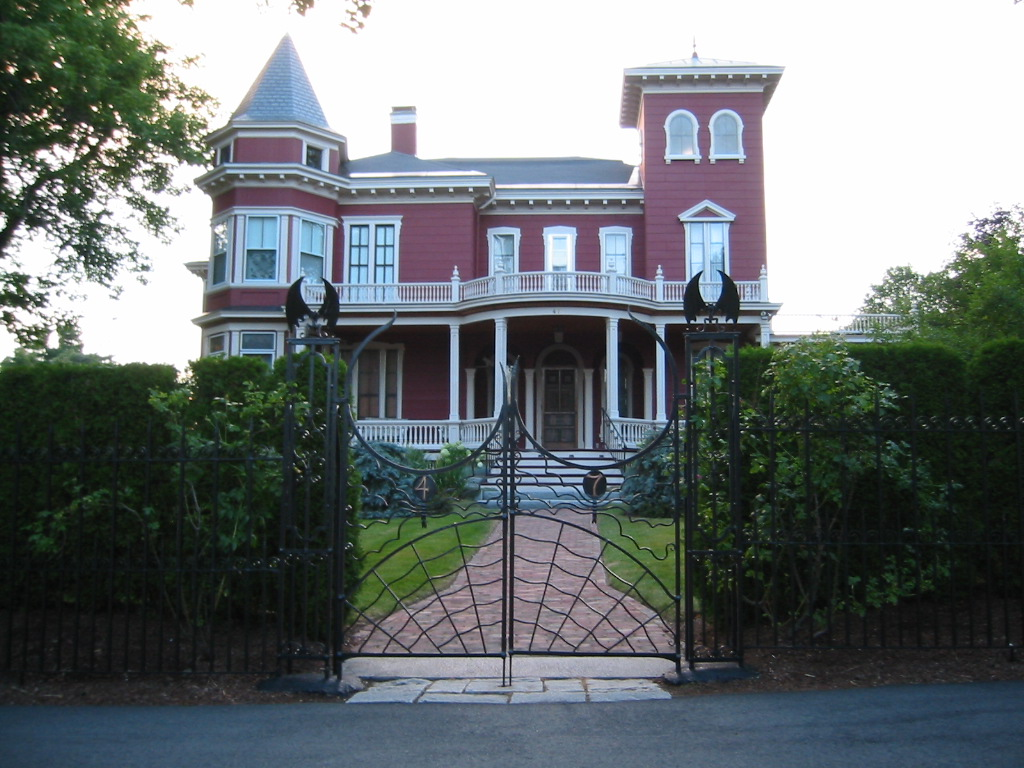
Kings Wohnhaus in Bangor (Maine)

In einem gemieteten Wohnwagen begann King seinen Roman Carrie zu schreiben. Wie King in Das Leben und das Schreiben schrieb, hielt er das Carrie-Manuskript beim Durchlesen für schlecht und warf es in den Mülleimer. Seine Frau fand es dort, fischte es heraus und spornte King dazu an, den Roman zu vollenden. King tat es, und 1973 akzeptierte der Verlag Doubleday den Roman. Kurz darauf erwarb die New American Library die Taschenbuchrechte für die Rekordsumme von 400.000 Dollar.
Später entschloss er sich, den Lehrerberuf aufzugeben und sich ganz dem Schreiben zu widmen. Sein dritter Roman The Shining (1977) sowie der darauf folgende The Stand – Das letzte Gefecht (1978) wurden ebenfalls Bestseller.

### Romane unter dem PseudonymRichard Bachman
Einige der frühen Romane Kings veröffentlichte King nach seinen ersten Erfolgen unter seinem Pseudonym Richard Bachman, insgesamt erschienen unter diesem Namen sieben Romane: Amok (1977), Todesmarsch (1979), Sprengstoff (1981), Menschenjagd (1982) (verfilmt mit Arnold Schwarzenegger unter dem Originaltitel The Running Man), Der Fluch (1984) (ebenfalls verfilmt unter dem Originaltitel Thinner von Tom Holland, welcher bereits bei Langoliers Regie führte), Regulator (1996) und Qual (2007).
Er veröffentlichte die Bücher unter dem Pseudonym, um den Markt nach den Erfolgen von Carrie (1974), Brennen muss Salem (1975) und The Shining (1977) nicht mit King-Büchern zu überschwemmen und um zu sehen, ob seine Texte wegen des Namens auf dem Umschlag oder wegen ihrer Qualität gekauft werden. Die Werke unter seinem Pseudonym waren kommerziell erfolgreich; nachdem jedoch bekannt geworden war, dass King verantwortlich für diese Werke war, explodierten auch hier die Verkaufszahlen. Der Buchhändler Stephen Brown hatte sich nach der Lektüre des fünften Bachman-Romans Der Fluch die vier vorangegangenen Bachman-Bücher genauer angesehen. Auf ein Versehen des NAL-Verlages ist es zurückzuführen, dass er in den Urheberrechtsunterlagen zu Amok auf den Namen „Stephen King“ stieß. Die übrigen Romane waren alle auf den Namen „Richard Bachman“ eingetragen worden.
Am 9. Februar 1985 veröffentlichte die Tageszeitung Bangor Daily News die Nachricht unter der Schlagzeile: „Fünf King-Romane durch ein Pseudonym zum Mysterium gemacht“. Bereits kurze Zeit später fanden sich alle Bachman-Bücher in den Bestsellerlisten wieder. Allein bei dem Roman Der Fluch, der mit einer Auflage von 28.000 Stück kommerziell durchaus erfolgreich war, verzehnfachte sich die Auflage (280.000 verkaufte Exemplare). Nachdem bekannt geworden war, wer sich hinter dem Pseudonym versteckte, ließ King Richard Bachman öffentlichkeitswirksam an „Pseudonymkrebs“ sterben. 1996 ließ er Richard Bachman jedoch überraschend wieder aufleben und veröffentlichte zwei Romane über das Monster TAK aus verschiedenen Sichten. Die King-Version des Romans erschien unter dem Titel Desperation, die Bachman-Version – im Vorwort wird angemerkt, bei dem Roman handele es sich um ein verschollenes Manuskript, das die Witwe Bachmans in dessen Nachlass gefunden habe – unter dem Titel Regulator.
Es gelang King, mit Regulator an den sprachlichen Stil seiner ersten vier Bachman-Romane anzuknüpfen, die allesamt vor Carrie geschrieben wurden und sich sprachlich erheblich von dem Stil der späteren King-Werke unterschieden. Nach der Enttarnung des Pseudonyms wurden diese vier Romane als Sammelband unter dem Originaltitel Stephen King: The Bachman Books: Four Early Novels noch 1985 veröffentlicht.
King hat im zweiten Roman des Castle-Rock-Zyklus, Stark – The Dark Half, die Aufdeckung seines eigenen Pseudonyms thematisiert und den Roman stark autobiographisch eingefärbt. Genau wie ihm ergeht es dem Schriftsteller Thaddeus Beaumont in dem Roman (kommerzieller Erfolg durch Enttarnung des Pseudonyms) – im Roman haben jedoch Pseudonym und Schriftsteller die Rollen getauscht. Das Pseudonym John Swithen hat King nur ein einziges Mal verwendet, und zwar für die Veröffentlichung der Kurzgeschichte Das fünfte Viertel im April 1972 im US-Männermagazin Cavalier. Jahre später wurde die Geschichte unter seinem richtigen Namen in der Kurzgeschichtensammlung Alpträume wiederveröffentlicht und in der Reihe Nightmares & Dreamscapes: Nach den Geschichten von Stephen King verfilmt.

### Koautoren
Zusammen mit Peter Straub schrieb King das 1984 veröffentlichte Buch Der Talisman. Steven Spielberg hat sich für das Buch, in dem der Protagonist eine Reise durch ganz Amerika und durch eine Parallelwelt antreten muss, um einen Talisman zu finden, die Verfilmungsrechte für seine Produktionsfirma DreamWorks gesichert. Die Fortsetzung des Talismans wurde 2001 unter dem Titel Das schwarze Haus veröffentlicht.
Mit Richard Chizmar schrieb King die Novelle Gwendys Wunschkasten (Originaltitel: Gwendy’s Button Box), welche 2017 erstmals erschien. Den 2019 (deutsche Übersetzung erst 2021) erschienenen Nachfolger Gwendys Zauberfeder (Originaltitel: Gwendy’s Magic Feather) schrieb Chizmar allerdings alleine. Gwendys letzte Aufgabe (Originaltitel: Gwendy’s Final Task), den 2022 erschienenen dritten Teil, schrieben sie dann wieder gemeinsam.
In Zusammenarbeit mit Stewart O’Nan entstand 2012 die Kurzgeschichte Ein Gesicht in der Menge (im Original: A Face in the Crowd), welche im gleichen Jahr als E-Book veröffentlicht wurde und 2013 schließlich als Taschenbuch erschien. Schon im Jahre 2004 schrieben King und O’Nan das Buch Faithful – Two Diehard Boston Red Sox Fans Chronicle the Historic 2004 Season, welches allerdings nicht ins Deutsche übersetzt wurde.

### Der Dunkle Turm
Die düstere Fantasy-Saga umfasst die acht Bände Schwarz, Drei, Tot, Glas, Wolfsmond, Susannah, Der Turm und Wind. Die Geschichte um den Revolvermann (Gunslinger) Roland, der durch verschiedene Welten geschickt wird, stellt eine Fusion aus verschiedensten Zeiten, Orten und Geschichten dar und wurde ursprünglich mit dem letzten Kapitel Der Turm 2004 vollendet. 2012 erschien das Buch Wind, welches chronologisch zwischen dem vierten und fünften Roman angesiedelt ist.
Wie viele andere Romane von King tatsächlich Teilhandlungen des Dunklen-Turm-Zyklus beherbergen, ist umstritten. Die nachfolgend genannten Romane bzw. Kurzgeschichten stehen zumindest im direkten Zusammenhang mit dem Zyklus: Brennen muss Salem, Das letzte Gefecht, Die Augen des Drachen, Atlantis, Schlaflos, Das Bild, Desperation, Regulator, Sara, Im Kabinett des Todes, Blut, Der Talisman, Der Buick, Das schwarze Haus und Der Anschlag.
Seit Februar 2007 erscheint in den USA monatlich die Comicreihe The Gunslinger Born, an der King allerdings nicht direkt beteiligt ist. Ein Sammelband in deutscher Sprache ist im Juni 2008 erschienen. 2017 wurde mit Der Dunkle Turm ein Kinofilm veröffentlicht, der auf der Buchreihe beruht. King war an dieser Produktion als Produzent beteiligt.

### Internetveröffentlichungen
Im Jahr 2000 sorgte King in anderer Weise für Aufsehen, als er seine Kurzgeschichte Riding the Bullet (Achterbahn) zum Herunterladen ins Internet stellte. Obwohl mehr als 700.000 Leser davon Gebrauch machten und er es immerhin auf den Titel der Zeitschrift Time brachte, beklagte er sich im Vorwort zur Kurzgeschichtensammlung Im Kabinett des Todes darüber, dass sich viele Leute nur für die Art und Weise, wie diese Geschichte veröffentlicht wurde, interessiert hätten, nicht aber für die Geschichte selbst. Trotz der von ihm geäußerten Kritik wurde nach Riding the Bullet ein weiteres Buch von ihm im Internet veröffentlicht, The Plant. Im Februar 2009 veröffentlichte er die Kurzgeschichte Ur, die ausschließlich als E-Book bei Amazon USA erworben werden konnte, im November 2015 aber auch im Kurzgeschichtenband Basar der bösen Träume erschien. Im Mai 2022 wurde Kings Kurzgeschichte Finn exklusiv bei Scribd veröffentlicht.

### Drogenprobleme und Autounfall
King hatte schon früh zu trinken begonnen und geriet, zunächst ohne es recht wahrzunehmen, in die Alkoholsucht. Später konsumierte er auch andere Drogen wie Aufputschmittel und Kokain. Ab 1985 war er nicht nur alkoholabhängig, sondern auch kokainsüchtig. Auf Drängen seiner Frau ging er 1987 in eine Entzugsklinik. Seit dieser Zeit besucht er – als trockener Alkoholiker – regelmäßig die Treffen der Anonymen Alkoholiker.
Am 19. Juni 1999 wurde King beim Spazierengehen am Straßenrand in Lovell, Maine, von einem Kleinbus erfasst und schwer verletzt. Der Fahrer war betrunken und nach eigenen Angaben „von seinem Hund abgelenkt“ worden. Er bat später für den von ihm verursachten Unfall öffentlich um Entschuldigung. King lag drei Wochen im Krankenhaus und wurde zunächst von einer lokalen Zeitung fälschlich für tot erklärt. Während seiner Genesung schrieb King den Roman Duddits (Dreamcatcher). Da es ihm durch Gestelle an den Beinen nicht möglich war, an einem Tisch zu sitzen und die Schreibmaschine zu bedienen, schrieb er den gesamten Roman per Hand. Der Autounfall ist zentraler Bestandteil des siebten Bands der Reihe Der Dunkle Turm.

### Filme
King war auch als Regisseur tätig: 1986 verfilmte er seine Kurzgeschichte Trucks unter dem Titel Rhea M – Es begann ohne Warnung (englischer Originaltitel: Maximum Overdrive) mit eher mäßigem Erfolg. Für diese Regieleistung wurde er für die Goldene Himbeere als schlechtester Regisseur nominiert. Er schrieb ein Drehbuch für das Musikvideo Ghosts von Michael Jackson. Aus Unzufriedenheit mit der Verfilmung von Shining durch Stanley Kubrick 1980 schrieb er das Drehbuch für eine Neuverfilmung, die als Dreiteiler im Fernsehen ausgestrahlt wurde.
Mehrere Male spielte er in Nebenrollen mit, siehe dazu King als Darsteller.

### King als Musiker
Stephen King beschrieb, dass er bereits als Jugendlicher mit vierzehn Jahren Gitarre gespielt und mit sechzehn Jahren Rhythmusgitarrist einer Band namens MoonSpinners war.
Ab 1992 war er Mitglied der Band Rock Bottom Remainders, die aus mehreren bekannten Schriftstellern wie Matt Groening, Kathi Kamen Goldmark, Amy Tan im Chor, Dave Barry an der Sologitarre, Ridley Pearson am Bass, Mitch Albom am Keyboard, Josh Kelley am Schlagzeug und Erasmo Paolo am Saxophon bestand. Die Band spielt meist auf Benefizveranstaltungen, teilweise auch mit bekannten Gastmusikern wie 1992 Bruce Springsteen. Stephen King spielt in der Band Gitarre und singt – war jedoch nicht bei allen Auftritten dabei. Ehemalige Mitglieder der Band sind unter anderem Barbara Kingsolver und Al Kooper.

### Privatleben und Familie
Stephen King lebt mit seiner Frau Tabitha, die ebenfalls Autorin ist, in Bangor in Maine. Das Paar hat zwei Söhne, die Schriftsteller Owen Philip King und Joseph Hillström King, der unter dem Pseudonym Joe Hill schreibt, sowie eine Tochter, die Pfarrerin der Unitarian Universalist Association ist.

### Soziale Medien und politische Positionen
King ist sehr aktiv in den sozialen Medien. Bei X hat er mehr als sieben Millionen Follower. Neben Buchempfehlungen, die er dort gibt, äußert er sich regelmäßig zu Themen der US-Politik. Er tritt dabei als entschiedener Gegner von Donald Trump auf.
Nach dem russischen Überfall auf die Ukraine im Februar 2022 kritisierte King den russischen Präsidenten Wladimir Putin und sprach sich für die Unterstützung der Ukraine aus. Daraufhin wurden russische Buchhandlungen und Bibliotheken 2023 angewiesen, die Werke Kings aus dem Angebot zu nehmen. Das Kulturministerium in Moskau dementierte allerdings, dass es Listen mit „verbotenen Büchern“ gebe.

## Werkdarstellung
Insgesamt hat King bisher über 60 Romane, mehr als 100 Kurzgeschichten, etliche Novellen und einige Drehbücher veröffentlicht. Hinzu kommen Gedichte, Essays, Kolumnen und Sachbücher. Zudem betreibt er einen eigenen Verlag mit Namen Philtrum Press. Im deutschsprachigen Raum wurden die meisten seiner Romane und Novellen im Heyne Verlag veröffentlicht.
Die meisten auf Deutsch übersetzten Kurzgeschichten sind gesammelt in Nachtschicht, Im Morgengrauen, Der Gesang der Toten, Der Fornit, Albträume, Basar der bösen Träume und Im Kabinett des Todes. Die Novellen finden sich in Frühling, Sommer, Herbst und Tod, Langoliers und Nachts. Verschiedene wurden neu verlegt in der Sonderausgabe The Secretary of Dreams. Die Sammlung People, Places and Things blieb unveröffentlicht. Viele seiner Romane wurden verfilmt, zum Beispiel 1976 Carrie – Des Satans jüngste Tochter von Brian De Palma, 1980 Shining von Stanley Kubrick, sowie 1990 Stephen Kings Es  von Tommy Lee Wallace.

### Romane
Kings Geschichten handeln häufig von Durchschnittsmenschen, die in grauenhafte und meist übernatürliche Erlebnisse hineingezogen werden. King ist ein Kenner des Horror-Genres; mit Danse Macabre hat er ein Sachbuch vorgelegt, das die Entwicklung der Horrorliteratur und des Horror-Films skizziert. In einem weiteren Sachbuch namens Das Leben und das Schreiben gibt er Einblicke in von ihm bevorzugte Stilmittel und Herangehensweisen beim Verfassen literarischer Werke. Darüber hinaus beinhaltet das Buch Berichte über die Umstände, unter denen einige seiner Romane entstanden sind.
Neben seinen Horror-Romanen schrieb King auch Werke, die keinerlei oder nur wenige übernatürliche Elemente enthalten, z. B. die Novellen Pin-up und Die Leiche aus Frühling, Sommer, Herbst und Tod. Die Verfilmungen Die Verurteilten und Stand by Me – Das Geheimnis eines Sommers waren für mehrere Oscars nominiert.
Eines der grundlegenden Motive in Kings Horror-Romanen ist, dass das von ihm geschilderte Grauen sich hinter weitgehend trivialen und alltäglichen Dingen verbirgt. Autos, Clowns, Polizisten, Bernhardiner, Ladenbesitzer oder ein erfundenes Pseudonym sind die Vehikel, die das Grauen in eine meist vorstädtische und verschlafene Welt bringen. Seine Modernität als Autor von Horrorgeschichten liegt darin, dass das „Grauen“ des Weiteren nicht nur von außen in eine scheinbar heile Welt integrer Figuren einbricht, sondern auch in der Psyche seiner handelnden Personen selbst wohnt.
So in Shining, wo auf den ersten gut 150 Seiten wenig bis gar nicht von übernatürlichen Ereignissen die Rede ist, sondern von Alkoholismus, Eheproblemen, Gewalt in der Familie, der Angst des akademisch gebildeten Ex-Collegedozenten Jack Torrance vor dem sozialen Abstieg, seiner Lust an der Selbstzerstörung, seinen vergeblichen Versuchen, an die ersten hoffnungsvollen Versuche als Nachwuchsautor anzuknüpfen. Das Overlook Hotel mag ein unheilvoller Ort sein, doch erst die innere Disposition der Familie Torrance, die Hilflosigkeit von Jack als „Familienoberhaupt“, eine Lösung seiner Probleme zu finden, sein latenter Wahnsinn, der vollends in der Abgeschiedenheit der verschneiten Rocky Mountains ausbricht, öffnet den Dämonen und Untoten Tür und Tor. Jack Torrance liefert sich, seine Frau Wendy und ihren Sohn Danny (genannt „Doc“) den bösen Geistern aus, weil er nicht weiß, wohin er sonst gehen sollte, und weil er Angst hat vor dem Leben außerhalb des Overlook Hotels.

### Figuren
Eine Vielzahl von Protagonisten in Kings Werken sind Schriftsteller oder gehen schriftstellerischen Neigungen nach, trotz ihrer tragenden Rollen sind es oft kontroverse Charaktere, die in der Regel nicht positiv besetzt sind oder sich durch äußere wie innere Umstände plötzlich in einer Opferrolle wiederfinden. Zu den bekanntesten Vertretern dieser Werke zählen sicherlich die Novelle Das heimliche Fenster, der heimliche Garten (Secret Window, Secret Garden) und Sie (Misery). Unklar bleibt, ob es sich um eine kritische Selbstsicht oder um Porträts von Kollegen handelt. Ähnlich wie in vielen Romanen der erzählerischen Moderne handelt es sich bei seinen tragenden zumeist männlichen Charakteren häufig um „mittlere Helden“ mit ambivalenten Charakterzügen, voller innerer Konflikte und Widersprüche.

### Innere Bezüge
Kings Werk hat viele innere Bezüge, Doppelungen, Knotenpunkte und Parallelen, die sein Schaffen über einzelne Bücher hinaus komplex und faszinierend machen (siehe auch: Die Welt von Stephen King oder den Castle-Rock-Zyklus). Die meisten seiner Geschichten spielen im US-Bundesstaat Maine.
Ein großes Thema in Kings Gesamtwelt ist Der Dunkle Turm. Neben dem Revolvermann Roland und seinen Freunden müssen unter anderem Jack Sawyer (im Buch Das schwarze Haus) und Ralph Roberts (in Schlaflos) eingreifen und die Welt beziehungsweise den Dunklen Turm retten.
Daneben gibt es außerhalb des Dunklen Turms eine Reihe weiterer Beziehungen, so zum Beispiel taucht die fiktive Stadt Derry in mehreren Geschichten auf, wie in Schlaflos, Die Leiche, Es, Das Monstrum, Sara, Duddits und Der Anschlag. Die tragende Figur Mutter Abagail aus Kings Roman The Stand – Das letzte Gefecht hat die „Shining“ genannte Vorahnung aus dem gleichnamigen Buch.
Während etliche Parallelen in einigen Büchern wohl mehr auch als Gag gedacht sind, verarbeitete King auch Umstände unserer realen Welt in mehreren seiner Bücher. So brachte ihn vermutlich sein Pseudonym „Richard Bachman“ auf die Idee, Stark – The Dark Half zu schreiben, in dem der erfolgreiche Schriftsteller Thad Beaumont mit seinem real gewordenen Alter Ego George Stark zu kämpfen hat.

### Einflüsse durch andere Schriftsteller
Das Gedicht Herr Roland kam zum finstren Turm (Childe Roland to the Dark Tower Came) von Robert Browning diente King als lose Vorlage für den Dunklen Turm. Ebenso ist auch Edgar Allan Poe mit seiner Erzählung Die Maske des Roten Todes, die von ihm in The Shining erwähnt wird, herauszuheben. Die Gestalt des US-Amerikaners mit der leisen Stimme, William Wilson, in Der dunkle Turm ist ebenfalls eine Poe-Reminiszenz. Die Inkarnation des Bösen in Friedhof der Kuscheltiere ist an die Erzählung Der Wendigo von Algernon Blackwood angelehnt. Besonders in seinen Kurzgeschichten Briefe aus Jerusalem und Crouch End greift King Segmente des von H. P. Lovecraft geschaffenen Mythos der dämonischen Großen Alten auf. Überhaupt nimmt er in vielen seiner Bücher Zitate und literarische Texte anderer Autorenkollegen auf. In gewisser Weise kann man ihn nicht „nur“ als Genre-Autor, sondern als Pop-Literaten bezeichnen in dem Sinne, dass er unzählige Elemente aus trivialen Mythen, Themen und Texte populärer Filme, Rockmusik, aus den englischen und US-amerikanischen „Schauergeschichten“ des späten 18., des 19. und auch des 20. Jahrhunderts aufgreift und virtuos neu zusammensetzt. Riesenspinnen, Vampire, trivialisierte Indianermythen, Zombies und andere Schreckgespenster fallen über die US-Mittelklasse her.

### Einfluss auf die Horrorliteratur
Kings Talent als Geschichtenerzähler ist maßgebend für die Horrorliteratur der Gegenwart. Allerdings ist er bei Kritikern umstritten. So kritisiert Sunand T. Joshi, dass sein Stil zu langatmig sei und dass er nicht in der Lage sei, seine Leser originell zu erschrecken.

## Bibliografie

### Ins Deutsche übersetzte Werke
- 1974: Carrie, 1977, ISBN 3-404-13121-5 (Carrie, Roman)
- 1975: Brennen muss Salem, 1989, ISBN 3-453-02053-7 (Salem’s Lot, Roman)
- 1977: Shining, 1977, ISBN 3-404-13008-1 (The Shining, Roman)
- 1978: The Stand – Das letzte Gefecht, 1985, ISBN 3-404-15744-3 (The Stand, Roman; zweite, vollständige Fassung erschien 1990)
- 1978: Nachtschicht, 1984, ISBN 3-404-13160-6 (Night Shift, Kurzgeschichtensammlung)
- 1979: Dead Zone – Das Attentat, 1980, ISBN 3-453-43272-X (The Dead Zone, Roman)
- 1980: Feuerkind, 1982, ISBN 3-453-43273-8 (Firestarter, Roman)
- 1981: Cujo, 1983, ISBN 3-453-43271-1 (Cujo, Roman)
- 1981: Danse Macabre, 1988, ISBN 3-453-43573-7 (Danse Macabre, Sachbuch)
- 1982: Schwarz, 1989, ISBN 3-453-87556-7 (The Dark Tower: The Gunslinger, Roman)
- 1982: Frühling, Sommer, Herbst und Tod, 1984, ISBN 3-548-26328-3 (Different Seasons, vier Novellen)
- 1983: Christine, 1984, ISBN 3-548-26306-2 (Christine, Roman)
- 1983: Friedhof der Kuscheltiere, 1985, ISBN 3-453-87998-8 (Pet Sematary, Roman)
- 1984: Der Talisman, 1986, ISBN 3-453-87760-8 (The Talisman, Roman; mit Peter Straub)
- 1984: Das Jahr des Werwolfs, 1985, ISBN 3-404-13299-8 (Cycle of the Werewolf, Silver Bullet, Kalendergeschichte und Drehbuch für Werwolf von Tarker Mills)
- 1985: Im Morgengrauen, 1985, ISBN 3-548-26376-3 (Skeleton Crew Teil 1, Kurzgeschichtensammlung)
- 1985: Der Gesang der Toten, 1986, ISBN 3-548-26329-1 (Skeleton Crew Teil 2, Kurzgeschichtensammlung)
- 1985: Der Fornit, 1986, ISBN 3-548-26377-1 (Skeleton Crew Teil 3, Kurzgeschichtensammlung)
- 1985: Blut, 1992, ISBN 3-453-09936-2 (Skeleton Crew, Gesamtausgabe)
- 1986: Es, 1986, ISBN 3-548-25611-2 (It, Roman)
- 1986: Katzenauge, 1986, ISBN 3-404-13088-X (Kurzgeschichten, deutsche Originalzusammenstellung)
- 1987: Die Augen des Drachen, 1987, ISBN 3-453-43575-3 (The Eyes of the Dragon, Roman)
- 1987: Sie, 1987, ISBN 3-548-26313-5 (Misery, Roman)
- 1987: Drei, 1989, ISBN 3-453-87557-5 (The Dark Tower II: The Drawing of the Three, Roman)
- 1987: Das Monstrum, 1988, ISBN 3-548-26311-9 (The Tommyknockers, Roman)
- 1988: Angst pur – Gespräche mit dem „King des Horrors“, 1990, ISBN 3-453-04002-3 (Bare Bones: Conversations on Terror with Stephen King, Sachbuch)
- 1989: Stark – The Dark Half, 1989, ISBN 3-453-43398-X (The Dark Half, Roman)
- 1990: The Stand – Das letzte Gefecht (The Stand, Roman; zweite, vollständige Fassung)
- 1990: Langoliers, 1990, ISBN 3-453-43163-4 (Four Past Midnight Teil 1, zwei Novellen)
- 1990: Nachts, 1991, ISBN 3-453-09220-1 (Four Past Midnight Teil 2, zwei Novellen)
- 1991: tot., 1992, ISBN 3-453-87558-3 (The Dark Tower III: The Waste Lands, Roman)
- 1991: In einer kleinen Stadt, 1991, ISBN 3-453-43399-8 (Needful Things, Roman)
- 1992: Das Spiel, 1992, ISBN 3-453-43397-1 (Gerald’s Game, Roman)
- 1992: Dolores, 1993, ISBN 3-548-26307-0 (Dolores Claiborne, Roman)
- 1993: Alpträume, 1993, ISBN 3-548-26437-9 (Nightmares and Dreamscapes, Kurzgeschichtensammlung; im Deutschen zuerst in 2 Bänden veröffentlicht: Alpträume und Abgrund)
- 1994: Schlaflos, 1994, ISBN 3-548-26312-7 (Insomnia, Roman)
- 1995: Das Bild, 1995, ISBN 3-453-72003-2 (Rose Madder, Roman)
- 1996: Desperation, 1996, ISBN 3-453-12952-0 (Desperation, Roman)
- 1996: The Green Mile, 1998, ISBN 3-404-13958-5 (The Green Mile, Fortsetzungsroman)
  - The Green Mile 1: Der Tod der jungen Mädchen (The Two Dead Girls)
  - The Green Mile 2: Die Maus im Todesblock (The Mouse on the Mile)
  - The Green Mile 3: Coffeys Hände (Coffey’s Hands)
  - The Green Mile 4: Der qualvolle Tod (The Bad Death of Eduard Delacroix)
  - The Green Mile 5: Reise in die Nacht (Night Journey)
  - The Green Mile 6: Coffeys Vermächtnis (Coffey on the Mile)
- 1997: Glas, 1997, ISBN 3-453-87559-1 (The Dark Tower IV: Wizard and Glass, Roman)
- 1998: Sara, 1998, ISBN 3-453-16081-9 (Bag of Bones, Roman)
- 1999: Das Mädchen, 2000, ISBN 3-426-28356-5 (The Girl Who Loved Tom Gordon, Roman)
- 1999: Atlantis, 1999, ISBN 3-453-17748-7 (Hearts in Atlantis, Roman)
- 1999: Der Sturm des Jahrhunderts, 1999, ISBN 3-453-17155-1 (Storm of the Century, Drehbuch)
- 2000: Das Leben und das Schreiben, 2000, ISBN 3-453-19927-8 (On Writing: A Memoir of the Craft, autobiografisches Sachbuch)
- 2000: Achterbahn, 2000, ISBN 3-548-25121-8 (Riding The Bullet, Novelle; Erstveröffentlichung als E-Book; auch in Im Kabinett des Todes enthalten)
- 2001: Duddits, 2001, ISBN 3-548-25668-6 (Dreamcatcher, Roman)
- 2001: Das schwarze Haus, 2002, ISBN 3-453-87370-X (Black House, Roman; mit Peter Straub)
- 2002: Im Kabinett des Todes, 2003, ISBN 3-548-26316-X (Everything’s Eventual, Kurzgeschichtensammlung)
- 2002: Der Buick, 2002, ISBN 3-548-25702-X (From a Buick 8, Roman)
- 2003: Wolfsmond, 2003, ISBN 3-453-53023-3 (The Dark Tower V: Wolves of the Calla, Roman)
- 2003: Susannah, 2004, ISBN 3-453-43103-0 (The Dark Tower VI: Song of Susannah, Roman)
- 2004: Der Turm, 2006, ISBN 3-453-43161-8 (The Dark Tower VII: The Dark Tower, Roman)
- 2005: Colorado Kid, 2006, ISBN 3-548-26378-X (The Colorado Kid, Kurzroman)
- 2006: Puls, 2006, ISBN 3-453-56509-6 (Cell, Roman)
- 2006: Love, 2006, ISBN 3-453-43293-2 (Lisey’s Story, Roman)
- 2007: Das Pfefferkuchen-Mädchen (The Gingerbread Girl, Kurzgeschichte; auch in Sunset enthalten)
- 2008: Wahn, 2008, ISBN 978-3-453-26585-1 (Duma Key, Roman)
- 2008: Sunset, 2008, ISBN 978-3-453-26604-9 (Just After Sunset, Kurzgeschichtensammlung)
- 2009: Die Arena, 2009, ISBN 978-3-453-43523-0 (Under the Dome, Roman)
- 2010: Zwischen Nacht und Dunkel, 2010, ISBN 978-3-453-26699-5 (Full Dark, No Stars, vier Novellen)
- 2010: American Vampire (Comic; mit Scott Snyder und Rafeal Albuquerque)
- 2011: Raststätte Mile 81 (Mile 81, Kurzgeschichte; Erstveröffentlichung als E-Book; auch in Basar der bösen Träume enthalten)
- 2011: Der Anschlag, 2012, ISBN 978-3-453-26754-1 (11/22/63, Roman)
- 2012: Wind, 2012, ISBN 978-3-453-26794-7 (The Dark Tower: The Wind Through the Keyhole, Roman)
- 2013: Joyland, 2013, ISBN 978-3-453-26872-2 (Joyland, Roman)
- 2013: Doctor Sleep, 2013, ISBN 978-3-453-26855-5 (Doctor Sleep, Roman)
- 2013: Ein Gesicht in der Menge, 2013, ISBN 978-3-499-22794-3 (A Face in the Crowd, Kurzgeschichte; mit Stewart O’Nan)
- 2014: Mr. Mercedes, 2014, ISBN 978-3-453-26941-5 (Mr. Mercedes, Roman)
- 2014: Revival, 2015, ISBN 978-3-453-26963-7 (Revival, Roman)
- 2015: Finderlohn, 2015, ISBN 978-3-453-27009-1 (Finders Keepers, Roman)
- 2015: Basar der bösen Träume, 2016, ISBN 978-3-453-27023-7 (Bazaar of Bad Dreams, Kurzgeschichtensammlung)
- 2016: Mind Control, 2016, ISBN 978-3-453-27086-2 (End of Watch, Roman)
- 2017: Gwendys Wunschkasten, 2017, ISBN 978-3-453-43925-2 (Gwendy’s Button Box, Novelle; mit Richard Chizmar)
- 2017: Sleeping Beauties, 2017, ISBN 978-3-453-27144-9 (Sleeping Beauties, Roman; mit Owen King)
- 2018: Der Outsider, 2018, ISBN 978-3-453-27184-5 (The Outsider, Roman)
- 2018: Erhebung, 2018, ISBN 978-3-453-27202-6 (Elevation, Novelle)
- 2018: Der blaue Kompressor, 2018. In: Lilja, Hans Åke (Hrsg.): Shining in the Dark (The Blue Air Compressor, Kurzgeschichte)
- 2019: Das Institut, 2019, ISBN 978-3-453-27237-8 (The Institute, Roman)
- 2020: Blutige Nachrichten, 2020, ISBN 978-3-453-27307-8 (If It Bleeds, vier Novellen)
- 2021: Später, 2021, ISBN 978-3-453-27335-1 (Later, Roman)
- 2021: Billy Summers, 2021, ISBN 978-3-453-27359-7 (Billy Summers, Roman)
- 2022: Gwendys letzte Aufgabe, 2022, ISBN 978-3-453-42638-2 (Gwendy’s Final Task, Roman; mit Richard Chizmar)
- 2022: Fairy Tale, 2022, ISBN 978-3-453-27399-3 (Fairy Tale, Roman)
- 2023: Holly, 2023, ISBN 978-3-453-27433-4 (Holly, Roman)
- 2024: Ihr wollt es dunkler, 2024, ISBN 978-3-453-27472-3 (You Like It Darker, 12 Geschichten)
- 2025: Kein Zurück, 2025, ISBN 978-3-453-27434-1 (Never Flinch, Roman)

### Unter dem Pseudonym ‚Richard Bachman‘ veröffentlicht
- 1977: Amok, 1988, ISBN 3-453-02554-7 (Rage, Roman)
- 1979: Todesmarsch, 1987, ISBN 3-548-26327-5 (The Long Walk, Roman)
- 1981: Sprengstoff, 1986, ISBN 3-453-02375-7 (Roadwork, Roman)
- 1982: Menschenjagd, 1986, ISBN 3-548-26330-5 (The Running Man, Roman)
- 1984: Der Fluch, 1985, ISBN 3-548-26309-7 (Thinner, Roman)
- 1996: Regulator, 1996, ISBN 3-548-25501-9 (The Regulators, Roman)
- 2007: Qual, 2007, ISBN 978-3-453-40612-4 (Blaze, Roman)

### Herausgegeben von Stephen King
- 2018: Flug und Angst, 2019, ISBN 978-3-453-43980-1 (Flight or Fright, Anthologie von diversen Autoren – u. a. von Joe Hill)

### Nicht in deutscher Sprache bzw. noch in keiner Sammlung erschienen (Auswahl)
- 1970: Slade (Kurzgeschichte und Westernparodie)
- 1994: Mid-Life Confidential (Rock Bottom Remainders)
- 2000: Secret Windows (Sammlung von Essays und Kurzgeschichten)
- 2000: The Plant (Fortsetzungsroman, unvollendet)
- 2004: Faithful – Two Diehard Boston Red Sox Fans Chronicle the Historic 2004 Season; mit Stewart O’Nan
- 2006: The Secretary of Dreams – Volume One (illustrierte Sonderausgabe bereits veröffentlichter Kurzgeschichten)
- 2010: The Secretary of Dreams – Volume Two (illustrierte Sonderausgabe bereits veröffentlichter Kurzgeschichten)

### Unveröffentlichte Werke (Auswahl)
- 1960: People, Places and Things (Kurzgeschichtensammlung)
- 1968: The Aftermath (Kurzroman)
- 1970: Sword in the Darkness (Kurzroman)

### Deutschsprachige Hörbücher
Die meisten Werke von King wurden von den Synchronsprechern Joachim Kerzel und David Nathan eingesprochen.
Andere Sprecher waren unter anderem: Vittorio Alfieri (Der dunkle Turm), Klaus Guth (Schwarz), Jürgen Kluckert (Brennen muss Salem, Nachtschicht), Regina Lemnitz (Love), Franziska Pigulla (Carrie, Das Mädchen), Ulrich Pleitgen (diverse Kurzgeschichten), Lutz Riedel (Frühling – Die Verurteilten), Udo Schenk (Herbst – Stand by me), Dietmar Wunder (Shining) und Katharina Thalbach (Sunset: Das Pfefferkuchen-Mädchen und andere Erzählungen. - gemeinsam mit Anna Thalbach).

### Eigene Lesungen
- 1999: In the Deathroom and Lunch at the Gotham Café – Two Unfiltered Stories (Autorenlesung), Simon & Schuster Audio, ISBN 978-1-84456-060-8
- 2000: On Writing: A Memoir of the Craft (Autorenlesung), Simon & Schuster Audio, ISBN 978-0-7435-0665-6
- 2004: Salem’s Lot (Einführung), Simon & Schuster Audio, ISBN 978-0-7435-3696-7
- 2005 (Audible: 2000): Bag of Bones (Autorenlesung), Simon & Schuster Audio, ISBN 978-0-7435-5175-5
- 2012: The Wind Through the Keyhole – A Dark Tower Novel (Autorenlesung), Simon & Schuster Audio, ISBN 978-1-4423-4697-0
- 2016: Desperation (Autorenlesung), Simon & Schuster Audio, ISBN 978-1-5082-1866-1
- 2018: Elevation (Autorenlesung), Simon & Schuster Audio, ISBN 978-1-5082-6047-9

## Verfilmungen

### Filme
| Jahr | Titel | Regie                                                        | Hauptdarsteller                                                                                   |
| ---- | --- | ------------------------------------------------------------ | ------------------------------------------------------------------------------------------------- |
| 1976 | Carrie – Des Satans jüngste Tochter Fortsetzung: Carrie 2 – Die Rache (1999)                                                                           | Brian De Palma                                               | Sissy Spacek, Piper Laurie, Amy Irving, Nancy Allen, William Katt, John Travolta                  |
| 1979 | Brennen muss Salem Fortsetzung: Salem 2 – Die Rückkehr (1987)                                                                                          | Tobe Hooper                                                  | David Soul, Bonnie Bedelia, James Mason, Reggie Nalder                                            |
| 1980 | Shining | Stanley Kubrick                                              | Jack Nicholson, Shelley Duvall, Danny Lloyd, Scatman Crothers                                     |
| 1982 | Creepshow Fortsetzungen: Creepshow 2 (1987), Creepshow 3 (2006)                                                                                        | George A. Romero                                             | Hal Holbrook, Adrienne Barbeau, Fritz Weaver, Leslie Nielsen, Ed Harris, Ted Danson, Stephen King |
| 1983 | Dead Zone | David Cronenberg                                             | Christopher Walken, Martin Sheen                                                                  |
| 1983 | Cujo | Lewis Teague                                                 | Dee Wallace-Stone                                                                                 |
| 1983 | Christine | John Carpenter                                               | Keith Gordon, Harry Dean Stanton                                                                  |
| 1984 | Kinder des Zorns Fortsetzungen: Teil 2 (1993), Teil 3 (1995), Teil 4 (1996), Teil 5 (1998), Teil 6 (1999), Teil 7 (2001), Remake (2009), Teil 8 (2011) | Fritz Kiersch                                                | Linda Hamilton, Peter Horton, John Franklin, Courtney Gains                                       |
| 1984 | Der Feuerteufel Fortsetzung: Firestarter 2: Rekindled (2002)                                                                                           | Mark L. Lester                                               | Drew Barrymore, David Keith, Heather Locklear, Martin Sheen, George C. Scott                      |
| 1985 | Katzenauge | Lewis Teague                                                 | Drew Barrymore, James Woods, Robert Hays, Kenneth McMillan                                        |
| 1985 | Werwolf von Tarker Mills | Daniel Attias                                                | Gary Busey, Corey Haim                                                                            |
| 1986 | Stand by Me – Das Geheimnis eines Sommers | Rob Reiner                                                   | River Phoenix, Wil Wheaton, Kiefer Sutherland, Jerry O’Connell, Corey Feldman, John Cusack        |
| 1986 | Rhea M – Es begann ohne Warnung | Stephen King                                                 | Emilio Estevez                                                                                    |
| 1987 | Running Man | Paul Michael Glaser                                          | Arnold Schwarzenegger, María Conchita Alonso, Richard Dawson                                      |
| 1989 | Friedhof der Kuscheltiere Fortsetzung: Friedhof der Kuscheltiere II (1992)                                                                             | Mary Lambert                                                 | Dale Midkiff, Denise Crosby, Fred Gwynne                                                          |
| 1990 | Es | Tommy Lee Wallace                                            | Tim Curry, Richard Thomas, Jonathan Brandis, Annette O’Toole                                      |
| 1990 | Geschichten aus der Schattenwelt | George A. Romero                                             | Deborah Harry                                                                                     |
| 1990 | Nachtschicht | Ralph S. Singleton                                           | David Andrews, Brad Dourif                                                                        |
| 1990 | Misery | Rob Reiner                                                   | Kathy Bates, James Caan                                                                           |
| 1991 | Manchmal kommen sie wieder Fortsetzungen: Teil 2 (1996), Teil 3 (1999)                                                                                 | Tom McLoughlin                                               | Tim Matheson                                                                                      |
| 1991 | Golden Years | Kenneth Fink, Allen Coulter, Michael Gornick, Stephen Tolkin | Keith Szarabajka, Felicity Huffman                                                                |
| 1992 | Der Rasenmähermann Fortsetzung: Der Rasenmäher-Mann 2 (1996)                                                                                           | Brett Leonard                                                | Jeff Fahey, Pierce Brosnan                                                                        |
| 1992 | Stephen Kings Schlafwandler | Mick Garris                                                  | Brian Krause, Alice Krige, Mädchen Amick                                                          |
| 1993 | Tommyknockers – Das Monstrum | John Power                                                   | Jimmy Smits, Marg Helgenberger                                                                    |
| 1993 | In einer kleinen Stadt | Fraser Clarke Heston                                         | Ed Harris, Bonnie Bedelia, Max von Sydow                                                          |
| 1993 | Stephen Kings Stark | George A. Romero                                             | Timothy Hutton, Michael Rooker                                                                    |
| 1994 | The Stand – Das letzte Gefecht | Mick Garris                                                  | Gary Sinise, Molly Ringwald, Rob Lowe                                                             |
| 1994 | Die Verurteilten | Frank Darabont                                               | Tim Robbins, Morgan Freeman                                                                       |
| 1995 | Langoliers – Verschollen im Zeitloch | Tom Holland                                                  | Dean Stockwell, David Morse                                                                       |
| 1995 | The Mangler Fortsetzungen: The Mangler 2 (2001), The Mangler Reborn (2005)                                                                             | Tobe Hooper                                                  | Ted Levine, Vanessa Pike, Robert Englund                                                          |
| 1995 | Dolores | Taylor Hackford                                              | Kathy Bates, Jennifer Jason Leigh                                                                 |
| 1996 | Thinner – Der Fluch | Tom Holland                                                  | Robert John Burke, Lucinda Jenney, Michael Constantine                                            |
| 1997 | The Shining | Mick Garris                                                  | Steven Weber, Rebecca De Mornay, Melvin Van Peebles, Pat Hingle                                   |
| 1997 | Quicksilver Highway | Mick Garris                                                  | Christopher Lloyd                                                                                 |
| 1997 | The Night Flier | Mark Pavia                                                   | Miguel Ferrer, Julie Entwisle, Michael H. Moss                                                    |
| 1997 | Trucks – Out of Control (Remake) | Chris Thomson                                                | Timothy Busfield, Brenda Bakke                                                                    |
| 1998 | Der Musterschüler | Bryan Singer                                                 | Ian McKellen, Brad Renfro                                                                         |
| 1998 | Akte X – Die unheimlichen Fälle des FBI S5.10 Ein Spiel (US: S5.E10 Chinga)                                                                            | Kim Manners                                                  | Gillian Anderson, David Duchovny                                                                  |
| 1999 | Der Sturm des Jahrhunderts | Craig R. Baxley                                              | Timothy Daly                                                                                      |
| 1999 | The Green Mile | Frank Darabont                                               | Tom Hanks, David Morse, Michael Clarke Duncan                                                     |
| 2001 | Hearts in Atlantis | Scott Hicks                                                  | Anthony Hopkins, Hope Davis, Anton Yelchin, Mika Boorem                                           |
| 2001 | Haus der Verdammnis Prequel: Das Tagebuch der Ellen Rimbauer (2003)                                                                                    | Craig R. Baxley                                              | Nancy Travis                                                                                      |
| 2002 | Carrie (Remake) | David Carson                                                 | Angela Bettis, Patricia Clarkson, Kandyse McClure                                                 |
| 2003 | Dreamcatcher | Lawrence Kasdan                                              | Morgan Freeman, Thomas Jane, Tom Sizemore                                                         |
| 2004 | Das geheime Fenster | David Koepp                                                  | Johnny Depp, John Turturro                                                                        |
| 2004 | Salem’s Lot – Brennen muss Salem (Remake) | Mikael Salomon                                               | Rob Lowe, Donald Sutherland, Samantha Mathis, James Cromwell, Rutger Hauer                        |
| 2004 | Riding the Bullet | Mick Garris                                                  | Jonathan Jackson, David Arquette                                                                  |
| 2004 | Kingdom Hospital (Miniserie) | Craig R. Baxley                                              | Andrew McCarthy, Bruce Davison, Jodelle Ferland, Diane Ladd                                       |
| 2006 | Desperation | Mick Garris                                                  | Ron Perlman                                                                                       |
| 2006 | Nightmares & Dreamscapes: Nach den Geschichten von Stephen King                                                                                        | Brian Hanson                                                 | William Hurt, William H. Macy, Tom Berenger                                                       |
| 2007 | Zimmer 1408, nach einer Kurzgeschichte aus Im Kabinett des Todes                                                                                       | Mikael Håfström                                              | John Cusack, Samuel L. Jackson                                                                    |
| 2007 | Der Nebel, nach einer Novelle aus Im Morgengrauen | Frank Darabont                                               | Thomas Jane, Jeffrey DeMunn                                                                       |
| 2009 | Dolan’s Cadillac, nach einer Kurzgeschichte aus Albträume                                                                                              | Jeff Beesley                                                 | Christian Slater, Emmanuelle Vaugier, Wes Bentley                                                 |
| 2009 | Stephen Kings Kinder des Zorns (Remake) | Donald P. Borchers                                           | Daniel Newman, David Anders, Kandyse McClure                                                      |
| 2011 | Bag of Bones | Mick Garris                                                  | Pierce Brosnan, Annabeth Gish, Melissa George                                                     |
| 2013 | Carrie (2. Remake) | Kimberly Peirce                                              | Chloë Grace Moretz, Judy Greer, Portia Doubleday, Julianne Moore                                  |
| 2014 | A Good Marriage | Peter Askin                                                  | Joan Allen, Anthony LaPaglia, Stephen Lang, Cara Buono, Kristen Connolly                          |
| 2014 | Big Driver, nach einer Novelle aus Zwischen Nacht und Dunkel                                                                                           | Mikael Salomon                                               | Maria Bello, Ann Dowd, Will Harris                                                                |
| 2016 | Puls | Tod Williams                                                 | John Cusack, Samuel L. Jackson                                                                    |
| 2017 | Der Dunkle Turm | Nikolaj Arcel                                                | Idris Elba, Matthew McConaughey                                                                   |
| 2017 | Es | Andrés Muschietti                                            | Bill Skarsgård, Finn Wolfhard                                                                     |
| 2017 | Das Spiel | Mike Flanagan                                                | Carla Gugino, Bruce Greenwood\|                                                                   |
| 2017 | 1922, nach einer Novelle aus Zwischen Nacht und Dunkel                                                                                                 | Zak Hilditch                                                 | Thomas Jane, Molly Parker                                                                         |
| 2019 | Friedhof der Kuscheltiere (Remake) | Kevin Kölsch, Dennis Widmyer                                 | Jason Clarke, John Lithgow                                                                        |
| 2019 | Es – Kapitel 2 | Andrés Muschietti                                            | James McAvoy, Bill Skarsgård, Jessica Chastain, Bill Hader, Jay Ryan                              |
| 2019 | Im hohen Gras | Vincenzo Natali                                              | Patrick Wilson, Laysla de Oliveira, Willie Bui Jr., Avery Whitted, Harrison Gilbertson            |
| 2019 | Doctor Sleeps Erwachen | Mike Flanagan                                                | Ewan McGregor, Rebecca Ferguson, Kyliegh Curran, Cliff Curtis                                     |
| 2022 | Firestarter | Keith Thomas                                                 | Ryan Kiera Armstrong, Zac Efron, Kurtwood Smith, Gloria Reuben                                    |
| 2022 | Mr. Harrigan’s Phone, nach einer Novelle aus Blutige Nachrichten                                                                                       | John Lee Hancock                                             | Donald Sutherland, Jaeden Martell, Kirby Howell-Baptiste, Joe Tippett                             |
| 2023 | The Boogeyman, nach einer Kurzgeschichte aus Nachtschicht                                                                                              | Rob Savage                                                   | Sophie Thatcher, Vivien Lyra Blair, Chris Messina                                                 |
| 2023 | Friedhof der Kuscheltiere: Bloodlines (Prequel) | Lindsey Anderson Beer                                        | Jackson White, Pam Grier, David Duchovny, Henry Thomas                                            |
| 2024 | The Life of Chuck, nach einer Novelle aus Blutige Nachrichten                                                                                          | Mike Flanagan                                                | Tom Hiddleston, Mark Hamill, Chiwetel Ejiofor, Karen Gillan                                       |
| 2024 | Salem’s Lot – Brennen muss Salem (Neuverfilmung) | Gary Dauberman                                               | Lewis Pullman, Spencer Treat Clark, William Sadler, Alfre Woodard                                 |
| 2025 | The Monkey, nach einer Kurzgeschichte aus Der Fornit                                                                                                   | Oz Perkins                                                   | Theo James, Elijah Wood, Tatiana Maslany                                                          |

### Serien
Nachdem bereits 1983 die erste, mehr oder minder erfolgreiche Verfilmung von Kings Roman Das Attentat (Dead Zone) mit Christopher Walken und Martin Sheen in den Titelrollen realisiert worden war, arbeitete man ein Konzept aus, den politischen Episodenroman zu einer Fernsehserie umzugestalten. Maßgebend daran beteiligt war neben dem ehemaligen Star-Trek-Produzenten Michael Piller auch King selbst, der Grundlegendes festsetzte und auch manche Drehbücher für die jeweiligen Episoden selbst schrieb. Dead Zone erfuhr in den USA im Sommer 2002, in Deutschland am 31. August 2005 seine Erstausstrahlung. Seitdem hält sich die Serie und hat einen großen Fankreis um sich geschart, die Produktion wurde jedoch nach der 6. Staffel Ende 2007 eingestellt.
2006 entschloss man sich, eine Miniserie nach Kurzgeschichten von King zu drehen. Die Serie wurde Nightmares & Dreamscapes: Nach den Geschichten von Stephen King benannt. Vorbild dafür lieferte seine Kurzgeschichtensammlung Alpträume, deren Titel im Original ebenfalls Nightmares & Dreamscapes lautete. Für die Hauptrollen der jeweiligen Folgen gewannen die Macher oftmals berühmte Schauspieler wie William Hurt und William H. Macy.
Von Juni 2013 bis September 2015 wurde bei CBS die Science-Fiction-Serie Under the Dome basierend auf Kings Roman Die Arena ausgestrahlt. Sie unterscheidet sich zum Teil erheblich vom Buch, so wurden manche Figuren herausgeschrieben, während ein paar neue hinzugefügt und die Hintergründe etwas angepasst wurden. Auch das Ende war anders als im Buch. Die zunächst als Miniserie konzipierte Serie wurde aufgrund des anhaltenden großen Erfolges in den USA um eine zweite sowie dritte Staffel verlängert. Die deutschsprachige Erstausstrahlung erfolgte am 4. September 2013 bei ProSieben und ORF eins.
Die lose auf dem Roman Colorado Kid basierende Serie Haven, die im US-Bundesstaat Maine spielt, wurde in den USA von 2010 bis 2015 ausgestrahlt.
Von April bis Mai 2016 wurde die auf dem Roman Der Anschlag basierende achtteilige Miniserie 11.22.63 – Der Anschlag mit James Franco in der Hauptrolle in Deutschland ausgestrahlt.
2017 wurde die Serie Der Nebel veröffentlicht. Sie basiert auf der gleichnamigen Kurzgeschichte aus der Sammlung Im Morgengrauen. Im August 2017 begann die Ausstrahlung von Mr. Mercedes, die auf dem 2014 veröffentlichten Roman basiert. 2020 wurde die Serie The Outsider ausgestrahlt.
Josh Boone entwickelte eine Miniserie, die eine zweite Verfilmung von The Stand – Das letzte Gefecht darstellt. Die Ausstrahlung begann im Dezember 2020. Mit Lisey’s Story folgte 2021 eine weitere Miniserie, die auf dem gleichnamigen Roman basiert und an der King als Drehbuchautor mitwirkte. Ende Juli begann die Ausstrahlung der Serie Das Institut, deren Vorlage der gleichnamige Roman aus dem Jahr 2019 ist.

## King als Darsteller
King hat einige Cameoauftritte in Filmen, die auf seinen Werken beruhen. Eine Auswahl:
- In Knightriders – Ritter auf heißen Öfen (1981) gibt er unter den Zuschauern als Hoagie Man sarkastische Kommentare ab.
- Einen längeren Auftritt hat er in dem Episodenfilm Creepshow – Die unheimlich verrückte Geisterstunde (1982), wo er die Figur des einfältigen Farmers Jordy Verrill mimt.
- Im Film Rhea M (1986) taucht er als jemand auf, der von einem Geldautomaten beschimpft wird.
- In der Fortsetzung von Creepshow, Creepshow 2 (1987), spielte er einen Lastwagenfahrer.
- In Friedhof der Kuscheltiere (1989) konnte man ihn in einer kurzen Sprechrolle als Pfarrer bei einem Begräbnis sehen.
- In Misery (1990) spielt er eine kleine Rolle als TV-Reporter.
- Im Film Schlafwandler – Sleepwalkers (1992) tritt er als Friedhofwächter auf.
- In The Stand (1994) spielt er die Rolle des Teddy Weizak, der im Buch stirbt, aber im Film überlebt.
- In Langoliers – Die Zeitfresser (1995) ist er in der Rolle des Tom Holby zu sehen.
- In Thinner – Der Fluch (1996) spielt er den Apotheker Bangor.
- in Shining (1997) hat er einen kurzen Auftritt als Dirigent der Geister-Band.
- In der Miniserie Der Sturm des Jahrhunderts (1999, nach einem Drehbuch von King), als André Linoge im Haus der alten Dame vor dem Fernseher sitzt, ist Stephen King auf dem Bildschirm zu sehen.
- Im Film Stephen Kings Haus der Verdammnis (2002) spielte er eine kleine Rolle als Pizzabote.
- In der Miniserie Kingdom Hospital (2004) tritt er in der letzten Folge als Hausmeister auf und ist auch in einem Werbespot als Anwalt zu sehen.
- In der Episode Caregiver (2010) der Fernsehserie Sons of Anarchy war er in der Rolle des Cleaners Bachman zu sehen.
- In der ersten Folge der zweiten Staffel von Under the Dome (2014) taucht er als Gast in einem Café auf.[19]
- In der sechsten Folge der ersten Staffel von Mr. Mercedes (2017) sieht man ihn als toten Koch in einem Diner.[20]
- In Es Kapitel 2 (2019) tritt er als Second-Hand-Ladenbesitzer auf.
- In der Neuverfilmung der Serie The Stand – das letzte Gefecht (2020) war er der Darsteller in einem Werbespot für Hemingford Home

Auch bei den Simpsons hatte er eine Gastrolle. In der Folge O mein Clown Papa, im Rahmen eines Buchfestivals, unterhält er sich mit Marge und äußert ihr gegenüber, er würde sich in Zukunft nur noch dem Schreiben von Kinderbüchern zuwenden, „wo Spinnen aus den Augen krabbeln“. Er ist mit dem Simpsons-Erschaffer Matt Groening befreundet.

## Musical
Carrie, Stephen Kings erster Roman aus dem Jahr 1974 kam 1998 am Broadway als Musical auf die Bühne. Die Musik stammt von Michael Gore. Lawrence D. Cohen schrieb das Libretto, Dean Pitchford die Liedtexte. Mangels Erfolg wurde das Stück nach wenigen Aufführungen eingestellt. In Deutschland wurde das Musical im Jahr 2019 am First Stage Theater in Hamburg aufgeführt. Im Jahr 2012 wurde am Off-Broadway eine überarbeitete Version von Carrie vorgestellt. Diese Fassung wurde 2014 als deutschsprachige Erstaufführung im Stadttheater Minden gezeigt.
King schrieb die Geschichte zum Musical Ghost Brothers of Darkland County, das 2012 im Alliance Theater in Atlanta uraufgeführt wurde. Musik und Liedtexte stammen von John Mellencamp.

## Ehrungen und Preise
- 1980: World Fantasy Award in der Kategorie Convention Award
- 1981: British Fantasy Award Spezialpreis
- 1981: Best Book for Young Adults (Bestes Buch für junge Erwachsene) für den Roman Feuerkind, ausgewählt von der American Library Association
- 1981: Alumni Career Award der University of Maine in Orono
- 1982: Best Fiction Writer of the Year ausgewählt vom Us-Magazin
- 1982: Hugo Award und Locus Award jeweils in der Kategorie Best Non Fiction/Related/Reference Book für das Buch Danse Macabre
- 1982: British Fantasy Award in der Kategorie Bester Roman für Cujo
- 1983: British Fantasy Award in der Kategorie Beste Kurzgeschichte für The Breathing Method
- 1986: Golden Pen Award ausgewählt von der Young Adult Advisory Committee of the Spokane Public Library
- 1986: Locus Award in der Kategorie Collection für die Kurzgeschichtensammlung Blut (Skeleton Crew)
- 1987: British Fantasy Award in der Kategorie Bester Roman für Es
- 1987: Bram Stoker Award in der Kategorie Best Novel für den Roman Sie
- 1990: Bram Stoker Award in der Kategorie Best Collection für die Novellensammlung Four Past Midnight (in Deutschland lediglich zweibändig zu erhalten unter den Titeln: Nachts und Langoliers)
- 1994: O. Henry Award in der Kategorie Best American Short Story und World Fantasy Award in der Kategorie Best Short Fiction jeweils für die Erzählung The Man in the Black Suit (veröffentlicht in der auf 1.100 Stück limitierten Ausgabe von Six Stories, später in der Sammlung Everything’s Eventual, deutsch Im Kabinett des Todes)
- 1995: Bram Stoker Award in der Kategorie Best Short Story für die Kurzgeschichte Lunch im Gotham Cafe (zuerst veröffentlicht in Six Stories, später in Blood & Smoke (Hörbuch) und Im Kabinett des Todes)
- 1995: World Fantasy Award in der Kategorie Beste Kurzgeschichte für The Man in the Black Suit
- 1996: Bram Stoker Award in der Kategorie Bester Horrorroman und 9th. Annual Collectors Award in der Kategorie Sammelnswerte Einzelausgabe jeweils für The Green Mile
- 1997: Locus Award in der Kategorie Bester Horrorroman für den Roman Desperation
- 1999: Bram Stoker Award und Locus Award jeweils in der Kategorie Bester Horrorroman für den Roman Sara (Bag of Bones)
- 1999: British Fantasy Award in der Kategorie August Derleth Award (Novel) für den Roman Sara (Bag of Bones)
- 2001: Locus Award in der Kategorie Best Non Fiction/Related/Reference Book für das Buch Das Leben und das Schreiben
- 2003: National Book Foundation’s Medal for Distinguished Contribution to American Letters
- 2003: Deutscher Phantastik Preis der Besucher der Website 'Phantastik-News' in der Kategorie Bester Roman/International für sein gemeinsames Buch mit Peter Straub Das schwarze Haus. Außerdem wurde er auf Platz 3 in der Kategorie Autor des Jahres 2003 International gewählt (hinter Joanne K. Rowling und J. R. R. Tolkien)
- 2004: Mehrere Preise und Nominierungen bei der Verleihung des Deutschen Phantastik Preises: Kategorie Serie/Reihe für die Reihe Der Dunkle Turm, Kategorie Autor des Jahres International, Kategorie Internet-Seite National, Kategorie Internet-Seite International, Kategorie Roman International 2. Platz für Wolfsmond hinter Harry Potter und der Orden des Phönix, Kategorie Ehren Award 2. Platz, Kategorie Film 4. Platz für Dreamcatcher hinter Herr der Ringe, Fluch der Karibik und Findet Nemo, World Fantasy Award für sein Lebenswerk
- 2004: British Fantasy Award in der Kategorie August Derleth Award (Novel) für den Roman Der Turm
- 2005: Deutscher Phantastik Preis in der Kategorie Roman International für Der Dunkle Turm und 2. Platz in der Kategorie Internet-Seite National
- 2011: Bram Stoker Award in der Kategorie Superior Achievement in Short Fiction für die Kurzgeschichte Herman Wouk Is Still Alive
- 2011: British Fantasy Award für Zwischen Nacht und Dunkel in der Kategorie Beste Sammlung
- 2012: International Thriller Award in der Kategorie Best Novel für 11/22/63
- 2013: Vincent Preis in der Kategorie Bestes Internationales Literaturwerk für Dr. Sleep
- 2014: National Medal of Arts des amerikanischen Kongresses
- 2015: Edgar Allan Poe Award in der Kategorie Bester Roman für Mr. Mercedes
- 2016: Edgar Allan Poe Award in der Kategorie Beste Kurzgeschichte für Bazaar of Bad Dreams

Die Medal of Distinguished Contribution to American Letters, mit der King beim National Book Award 2003 für sein Lebenswerk ausgezeichnet wurde, stieß auf teils heftige Kritik:

“The decision to give the National Book Foundation’s annual award for "distinguished contribution" to Stephen King is extraordinary, another low in the shocking process of dumbing down our cultural life. […] [King] shares nothing with Edgar Allan Poe. He is an immensely inadequate writer on a sentence-by-sentence, paragraph-by-paragraph, book-by-book basis.”

„Die Entscheidung, den jährlichen Preis der National Book Foundation für „herausragende Beiträge“ an Stephen King zu geben ist außergewöhnlich, ein weiteres Tief im empörenden Prozess der Verblödung unseres Kulturlebens. […] [King] hat nichts gemein mit Edgar Allan Poe. Er ist ein ungemein unfähiger Schriftsteller, Satz für Satz, Absatz für Absatz und Buch für Buch.“

Richard Snyder, ehemaliger CEO des Verlags Simon & Schuster meinte: „Er verkauft eine Menge Bücher. Aber ist es Literatur? Nein.“
Diesen Einschätzungen wurde aber auch deutlich widersprochen, so schrieb Orson Scott Card, dass die an King geübte Kritik nur Ausdruck uninformierten akademischen Dünkels sei und fuhr fort: „Man wird sich an King erinnern, wenn all die Autoren vergessen sind, die von jenen so geschätzt werden, die ihn heute heruntermachen. King wird es sein, der unseren Enkel vermitteln wird, wie das heutige Amerika war.“ Und weiter verwies er darauf, dass eben die heute geschätzten Klassiker von der zeitgenössischen Literaturkritik genau so missachtet und herabgesetzt wurden wie King heute. Insbesondere seien die wichtigsten Werke Poes den damals durchaus anrüchigen Genres zuzuordnen, Poe sei aber nun lange genug tot, dass der „Gestank der Popularität“ sich verflüchtigt habe.
2014 nahm Stephen King im Weißen Haus die National Medal of Arts aus den Händen von US-Präsident Barack Obama entgegen.

## Trivia
- 1991 hatte King Schwierigkeiten mit Anne Hiltner, die ihn des Plagiats bezichtigte, sowie mit dem Fan Eric Keene, der in sein Haus einbrach und seine Frau bedrohte. Vor allem in Love verarbeitete er seine Angst vor übergriffigen Fans.

- King ist Baseball-Fan, insbesondere der Boston Red Sox.[28] 2004 schrieb er gemeinsam mit Stewart O’Nan das Buch Faithful – Two Diehard Boston Red Sox Fans Chronicle the Historic 2004 Season, worin die MLB-Saison 2004 behandelt wird, in der die Boston Red Sox die World Series gegen die St. Louis Cardinals gewannen. Die Novelle Blockade Billy (2010) dreht sich um einen fiktiven Catcher der New Jersey Titans. Der Roman Der Outsider (2018) handelt von dem fiktiven Baseball-Coach Terry Maitland.

- Der deutsche Musiker Thees Uhlmann komponierte als musikalische Hommage an King den Song Danke für die Angst, der auf dem im September 2019 erschienenen Album Junkies und Scientologen enthalten ist.[29]

- In Kings Heimatstadt Bangor bietet ein Stadtführer Rundfahrten an, bei denen besondere Örtlichkeiten mit Bezug auf King angefahren werden, zum Beispiel seine Villa und der Friedhof, auf dem diverse Szenen von King’schen Romanverfilmungen gedreht wurden.[30][31]

## Dokumentarfilme
- Stephen Kings Welt der Horrorfilme. (= A Night at the Movies. Folge 3). Drehbuch und Regie: Laurent Bouzereau. USA 2011.[32][33]
- Die Stephen King Story. 55 Min. Drehbuch und Regie: Mathilde Bernard und Marc Kaczmarek. Deutschland 2019.[34][35]
- Stephen King – Das notwendige Böse. 53 Min. Drehbuch und Regie: Julien Dupuy. Frankreich 2020.[36][37]